# Сушци
Сушци су насељено место у саставу општине Дицмо, Сплитско-далматинска жупанија, Република Хрватска.

## Име
Село је познато и под именом Шушци, а име је настало од презимена Шушак.

## Историја
До територијалне реорганизације у Хрватској налазили су се у саставу старе општине Сињ.

## Становништво
На попису становништва 2011. године, Сушци су имали 122 становника.
| Број становника по пописима | Број становника по пописима | Број становника по пописима | Број становника по пописима | Број становника по пописима | Број становника по пописима | Број становника по пописима | Број становника по пописима | Број становника по пописима | Број становника по пописима | Број становника по пописима | Број становника по пописима | Број становника по пописима | Број становника по пописима | Број становника по пописима | Број становника по пописима |
| --------------------------- | --------------------------- | --------------------------- | --------------------------- | --------------------------- | --------------------------- | --------------------------- | --------------------------- | --------------------------- | --------------------------- | --------------------------- | --------------------------- | --------------------------- | --------------------------- | --------------------------- | --------------------------- |
| 1857.                       | 1869.                       | 1880.                       | 1890.                       | 1900.                       | 1910.                       | 1921.                       | 1931.                       | 1948.                       | 1953.                       | 1961.                       | 1971.                       | 1981.                       | 1991.                       | 2001.                       | 2011.                       |
| 432                         | 546                         | 511                         | 555                         | 628                         | 733                         | 680                         | 764                         | 564                         | 597                         | 560                         | 411                         | 292                         | 224                         | 143                         | 122                         |

### Попис 1991.
На попису становништва 1991. године, насељено место Сушци је имало 224 становника, следећег националног састава:
| Попис 1991.‍  | Попис 1991.‍  | Попис 1991.‍ | Попис 1991.‍ | Попис 1991.‍ |
| ------------ | ------------ | ----------- | ----------- | ----------- |
|              |              |             |             |             |
| Хрвати       | Хрвати       |             | 107         | 47,76%      |
| Срби         | Срби         |             | 99          | 44,19%      |
| Југословени  | Југословени  |             | 15          | 6,69%       |
| неопредељени | неопредељени |             | 2           | 0,89%       |
| непознато    | непознато    |             | 1           | 0,44%       |
| укупно: 224  |              |             |             |             |

## Култура
У Сушцима се налази православна црква Успења Пресвете Богородице из 1784. године.

## Презимена
- Бабић — Римокатолици
- Балић — Римокатолици
- Блажевић — Римокатолици
- Бешкер — Римокатолици
- Грубишић — Римокатолици
- Денић — Православци
- Маретић — Римокатолици
- Радош — Православци
- Русић — Православци
- Симић — Римокатолици
- Стојанац — Православци
- Шербо — Православци
- Шушак — Православци